# موهون
موهون (بالفرنسية: Mohon)‏بلدية فرنسية تقع في إقليم موربيهان تابع لمنطقة بروتاني غرب فرنسا .

## أعلام
- بيير فلاميون